# Caroline Bonde Holm
Caroline Bonde Holm (ur. 19 lipca 1990 w Hørsholm) – duńska lekkoatletka specjalizująca się w skoku o tyczce.

## Osiągnięcia
- 1. miejsce w III lidze drużynowych mistrzostw Europy (Sarajewo 2009)[2]
- brązowy medal mistrzostw Europy juniorów (Nowy Sad 2009)
- 2. miejsce w zawodach III ligi drużynowych mistrzostw Europy (Marsa 2010)
- 1. lokata podczas II ligi drużynowych mistrzostw Europy (Nowy Sad 2011)
- 2. miejsce w zawodach II ligi drużynowych mistrzostw Europy (Varaždin 2019)
- 3. miejsce w zawodach II ligi drużynowych mistrzostw Europy (Stara Zagora 2021)
- 4. miejsce na mistrzostwach Europy (Monachium 2022)
- 3. miejsce w zawodach I dywizji drużynowych mistrzostw Europy[3] (Chorzów 2023)
- wielokrotna rekordzistka i mistrzyni Danii

W 2012 podczas igrzysk olimpijskich w Londynie nie zaliczyła żadnej wysokości w eliminacjach.

## Rekordy życiowe
- skok o tyczce (stadion) – 4,55 (2022) rekord Danii
- skok o tyczce (hala) – 4,50 (2022) rekord Danii